# Veslování na Letních olympijských hrách 1988
Veslování na Letních olympijských hrách 1988 v Soulu.

## Medailisté

### Muži
| Disciplína              | Zlato | Stříbro | Bronz |
| Skif                    | Thomas Lange (GDR) | Peter-Michael Kolbe (FRG) | Eric Verdonk (NZL) |
| Dvojskif                | Nizozemsko (NED) · Nico Rienks · Ronald Florijn | Švýcarsko (SUI) · Beat Schwerzmann · Ueli Bodenmann | Sovětský svaz (URS) · Oleksandr Marčenko · Vasilij Jakuša |
| Párová čtyřka           | Itálie (ITA) · Agostino Abbagnale · Davide Tizzano · Gianluca Farina · Piero Poli | Norsko (NOR) · Alf Hansen · Rolf Thorsen · Lars Bjønness · Vetle Vinje | Německá demokratická republika (GDR) · Jens Köppen · Steffen Zühlke · Steffen Bogs · Heiko Habermann                                                                                |
| Dvojka bez kormidelníka | Velká Británie (GBR) · Andy Holmes · Steve Redgrave | Rumunsko (ROU) · Dănuţ Dobre · Dragoș Neagu | Jugoslávie (YUG) · Sadik Mujkič · Bojan Prešern |
| Dvojka s kormidelníkem  | Itálie (ITA) · Carmine Abbagnale · Giuseppe Abbagnale · Giuseppe Di Capua (kormidelník) | Německá demokratická republika (GDR) · Mario Streit · Detlef Kirchhoff · René Rensch (kormidelník)                                                                                                   | Velká Británie (GBR) · Andy Holmes · Steve Redgrave · Patrick Sweeney (kormidelník)                                                                                                 |
| Čtyřka bez kormidelníka | Německá demokratická republika (GDR) · Roland Schröder · Ralf Brudel · Olaf Förster · Thomas Greiner                                                                                                 | Spojené státy americké (USA) · Raoul Rodriguez · Thomas Bohrer · Richard Kennelly · David Krmpotich                                                                                                  | Západní Německo (FRG) · Guido Grabow · Volker Grabow · Norbert Keßlau · Joerg Puttlitz                                                                                              |
| Čtyřka s kormidelníkem  | Německá demokratická republika (GDR) · Bernd Niesecke · Hendrik Reiher · Karsten Schmelling · Bernd Eichwurzel · Frank Klawonn                                                                       | Rumunsko (ROM) · Dimitrie Popescu · Ioan Snep · Vasile Tomoiagă · Ladislau Lovrenschi · Valentin Robu                                                                                                | Nový Zéland (NZL) · Chris White · Ian Wright · Andrew Bird · Greg Johnston · George Keys                                                                                            |
| Osmiveslice             | Západní Německo (FRG) · Bahne Rabe · Eckhardt Schultz · Ansgar Wessling · Wolfgang Maennig · Matthias Mellinghaus · Thomas Möllenkamp · Thomas Domian · Armin Eichholz · Manfred Klein (kormidelník) | Sovětský svaz (URS) · Viktor Omeljanovič · Vasilij Tichonov · Andrej Vasiljev · Pavlo Hurkovskyj · Nikolaj Komarov · Veniamin But · Viktor Diduk · Alexandr Dumčev · Alexandr Lukjanov (kormidelník) | Spojené státy americké (USA) · Mike Teti · Jonathan Smith · Ted Patton · John Rusher · Peter Nordell · Jeffrey McLaughlin · Doug Burden · John Pescatore · Seth Bauer (kormidelník) |

### Ženy
| Disciplína              | Zlato | Stříbro | Bronz |
| Skif                    | Jutta Behrendt (GDR) | Anne Marden (USA) | Magdalena Georgieva (BUL) |
| Dvojskif                | Německá demokratická republika (GDR) · Birgit Peter · Martina Schröter | Rumunsko (ROM) · Elisabeta Lipăová · Veronica Cogeanu | Bulharsko (BUL) · Stefka Madina · Violeta Ninova                                                                                    |
| Dvojka bez kormidelníka | Rumunsko (ROM) · Olga Homeghi · Rodica Arba | Bulharsko (BUL) · Radka Stoyanova · Lalka Berberova | Nový Zéland (NZL) · Nicola Payne · Lynley Hannen                                                                                    |
| Párová čtyřka           | Německá demokratická republika (GDR) · Kerstin Foerster · Kristina Mundt · Beate Schramm · Jana Sorgers                                                                                   | Sovětský svaz (URS) · Irina Kalimbet · Svetlana Maziy · Inna Frolova · Antonina Doumtcheva                                                                               | Rumunsko (ROM) · Anișoara Bălan · Anişoara Minea · Veronica Cogeanu · Elisabeta Lipăová                                             |
| Čtyřka s kormidelníkem  | Německá demokratická republika (GDR) · Martina Walther · Gerlinde Doberschütz · Carola Hornig · Birte Siech · Sylvia Rose                                                                 | Čína (CHN) · Zhang Xianghua · Hu Yadong · Yang Xiao · Zhou Shouying · Li Ronghua                                                                                         | Rumunsko (ROM) · Marioara Trasca · Veronica Necula · Herta Anitas · Doina Snep-Balan · Ecaterina Oancia                             |
| Osmiveslice             | Německá demokratická republika (GDR) · Annegret Strauchová · Judith Zeidler · Kathrin Haacker · Ute Wild · Anja Kluge · Beatrix Schröer · Ramona Balthasar · Uta Stange · Daniela Neunast | Rumunsko (ROM) · Doina Snep-Balan · Veronica Necula · Herta Anitas · Marioara Trasca · Adriana Bazon · Mihaela Armasescu · Rodica Arba · Olga Homeghi · Ecaterina Oancia | Čína (CHN) · Zhou Xiuhua · Zhang Yali · He Yanwen · Han Yaqin · Zhang Xianghua · Zhou Shouying · Yang Xiao · Hu Yadong · Li Ronghua |

## Přehled medailí
| Pořadí | Země                                 | Zlato | Stříbro | Bronz | Celkově |
| ------ | ------------------------------------ | ----- | ------- | ----- | ------- |
| 1      | Německá demokratická republika (GDR) | 8     | 1       | 1     | 10      |
| 2      | Itálie (ITA)                         | 2     | 0       | 0     | 2       |
| 3      | Rumunsko (ROM)                       | 1     | 4       | 2     | 7       |
| 4      | Západní Německo (FRG)                | 1     | 1       | 1     | 3       |
| 5      | Velká Británie (GBR)                 | 1     | 0       | 1     | 2       |
| 6      | Nizozemsko (NED)                     | 1     | 0       | 0     | 1       |
| 7      | Spojené státy americké (USA)         | 0     | 2       | 1     | 3       |
| 7      | Sovětský svaz (URS)                  | 0     | 2       | 1     | 3       |
| 9      | Bulharsko (BUL)                      | 0     | 1       | 2     | 3       |
| 10     | Čína (CHN)                           | 0     | 1       | 1     | 2       |
| 11     | Norsko (NOR)                         | 0     | 1       | 0     | 1       |
| 11     | Švýcarsko (SUI)                      | 0     | 1       | 0     | 1       |
| 13     | Nový Zéland (NZL)                    | 0     | 0       | 3     | 3       |
| 14     | Jugoslávie (YUG)                     | 0     | 0       | 1     | 1       |
| Celkem | Celkem                               | 14    | 14      | 14    | 42      |